# Kleinheincz Csilla
Kleinheincz Csilla (1978. augusztus 26. –) magyar író, szerkesztő, műfordító.
Korábban a Stádium Fiatal Írók Köre és a Cohors Scriptorium tagja, korábban a Delta Vision kiadó és az Ad Astra kiadó szerkesztője volt. Az SFmag alapító szerkesztője, a korábban Delta Műhely-ként létrehozott Írókör és a Magyar Írószövetség tagja, a The Portal angol nyelvű, kisprózával foglalkozó magazin magyar területi koordinátora. Jelenleg a GABO kiadó szerkesztője.

## Irodalmi munkássága
Több, interneten és antológiákban publikált vers és novella után 2005-ben jelent meg első kötete, a Város két fül között és más elvarázsolt történetek című urban fantasy regény és hozzá csatolva néhány, korábban az interneten olvasható novella. A regény később e-könyv formájában is hozzáférhetővé vált. Második regénye a magyar folklórvilágból merítő Ólomerdő, novelláit a Nyulak • sellők • viszonyok című kötet tartalmazza. Az Ólomerdő javított változata és folytatása, az Üveghegy 2014-ben jelent meg.
Novelláit angol, cseh, észt, finn, spanyol és portugál nyelvekre is lefordították.

## Szerkesztői és fordítói munkássága
Szerkesztői pályafutását a Delta Vision kiadónál kezdte, ahol többek között Peter S. Beagle, Anne McCaffrey és Gene Wolfe műveit fordította le. Különböző magyar szerzők műveit, a kiadó tematikus antológiáit, és a színvonalas fantasztikum képviselőit összegyűjtő A képzelet mesterei sorozatot is itt szerkesztette. 2012 és 2013 folyamán az Ad Astra kiadó szerkesztője volt, ahol Catherynne M. Valente és Scott Westerfeld könyveit fordította. 2014-től a GABO kiadónál dolgozik szerkesztőként és fordítóként.

## Bibliográfia[3]

### Kötetei
- Város két fül között és más elvarázsolt történetek (regény és novellák, Delta Vision, 2005)
- Ólomerdő (regény, Delta Vision, 2007) 
  - Második, átdolgozott kiadás: Gabo, 2014
- Nyulak, sellők, viszonyok (novellák, Stádium, 2009)
- Üveghegy (két kisregény, Gabo, 2014)
- Ezüstkéz (regény, Gabo, 2019)[5]

### Részvétel antológiákban, folyóiratokban
- Huszonötödik óra. Benyovszky Anita, Grecsó Krisztián, Kleinheincz Csilla, Kovács Judit, Nagy Cili, Pacziga Andrea, Renczes Cecília és Rózsássy Barbara költői antológiája; szerk. Kárpáti Kamil; Stádium, Bp., 1997
- Mezítelen nyugalom (versciklus; inː Huszonötödik óra. Benyovszky Anita, Grecsó Krisztián, Kleinheincz Csilla, Kovács Judit, Nagy Cili, Pacziga Andrea, Renczes Cecília és Rózsássy Barbara költői antológiája; szerk. Kárpáti Kamil; Stádium, Bp., 1997)
- Hindh utazása (novella, Álmodók – Szerepjátékosok évkönyve, 2000)
- Jégasszony (novella, Rejtélyes tűz antológia, Delta Vision, 2004)
- Jambalaya (novella, Új átlók évkönyve 2004, Stádium, 2004)
- Fehér sivatag (novella, Roham magazin, 2005. ősz)
- Nyulak (novella, Roham magazin, 2006. ősz)
- Lorem ipsum (novella, Rost magazin #1)
- Beriquel, Doran, Eren, Erigow, Gianag, Haonwell, Ilanor, Tarin, Tiadlan (irodalmi betétek, in: Az Északi Szövetség, Delta Vision kiadó, 2009)
- Tükörország, búcsúzz el! (novella, Galaktika, 245. szám, 2010 augusztus)
- Fehér elefánt (novella, Új Galaxis 18.)

### Idegen nyelven megjelent írások
- A Drop of Raspberry (novella, Interfictions, Small Beer Press, USA, 2007)
- Last Service Line (novella, Black Petals Horror Magazine #40, USA, 2007)
- After midnight, before dawn (novella, Black Petals Horror Magazine #39, USA, 2007)
- Corvos no fio (novella, Nova #2, Portugália)
- Malinova kapka (novella, Ikarie, Csehország, 2010 január)
- Piisk vaarikat (novella, Algernon, Észtország, 2010)
- Rabbits (novella, Expanded Horizons Archiválva 2011. február 23-i dátummal a Wayback Machine-ben, USA)
- A Single Year (novella Apex Book of World SF 2., USA)

## Külső hivatkozások
- írói honlapja
- régebbi honlapja
- Város két fül között e-könyv